# Los Flippers
Los Flippers, también conocidos como "The Flippers", es una banda pionera del rock de Bogotá, en la década de los sesenta. Es considerado, junto con Génesis de Colombia, uno de los proyectos de mayor duración de las dos primeras generaciones del rock en su país. Fundado por Carlos Martínez y Arturo Astudillo, actuó, en una primera etapa y con rotaciones entre sus integrantes, entre 1964 y 1975, y, en una segunda etapa, entre 1980 y 1982.
En 2023 nace una nueva etapa musical con sonido fresco y digital para Los Flippers, ahora con nuevos miembros bajo el auspicio de Carlos Martínez, bajista y cofundador de la banda. Los Flippers regresan con nuevos músicos para continuar con el legado de generaciones anteriores.

## Historia
El origen de Los Flippers se encuentra en el grupo estudiantil The Thunderbirds, en 1964, compuesto por el director musical y guitarrista puntero Arturo Astudillo, el bajista Carlos Martínez, el ex baterista de los Speakers Édgar Dueñas, y Orlando Betancur Barriga en la guitarra. Al año siguiente, cambiarían su nombre inspirados en la serie de televisión Flipper y por la identificación con Astudillo con el signo Piscis, y, más adelante, engancharían a Miguel Durier y Guillermo Acevedo, tras la salida de Barriga y de Dueñas.
En un principio, la banda interpretaba versiones de grupos de la llamada Invasión británica, pero rápidamente ampliaron su repertorio con composiciones propias y empezaron a ser manejados por Édgar Restrepo Caro, quien también se encargaría de The Speakers por esos años. En 1965 grabaron un sencillo con una versión de "Doo wah diddy" de Manfred Mann y posteriormente serían contratados por el sello Zeida - Codiscos de la ciudad de Medellín, con el cual producirían los álbumes The Flippers Discotheque (1966) y Psicodelicias (1967), álbum en donde contaron con la participación de Ferdie Fernández, compositor, cantante y guitarrista proveniente de Los Young Beats, "en reemplazo de Miguel Durier, quien abandonó el grupo para embarcarse en una aventura musical con Los 4 Crickets, uno de los grupos mexicanos más profesionales que visitara Bogotá en aquellos años"  Este último trabajo reflejaría influencias del beat, del go-gó y del rock psicodélico y del álbum Sgt. Pepper de Los Beatles en composiciones de Astudillo, como "Fliprotesta", y de Fernández, como "La carta" y "Con su soledad".
Un episodio recordado es el del concierto Milo a-gó-go, en 1967, en la Plaza de Toros de la Santamaría, cuando algunos de sus integrantes fueron arrestados por la policía, luego de que se iniciaran desórdenes debido a la cancelación inesperada del concierto. Su mánager, Édgar Restrepo, gestionó su libertad.
Ya para finales de la década, con la expansión del movimiento hippie y la difusión de la psicodelia, y luego de algunos viajes de sus integrantes a Miami para comprar integrantes, su propuesta musical se hizo más experimental, gracias en parte al aporte de su baterista y vocalista Carlos Cardona (quien ingresó al grupo en 1969). Por ejemplo, se destaca en esos años la incorporación de teclados y arreglos de metales en algunas grabaciones del grupo, siendo el álbum Pronto viviremos un mundo mucho mejor el más difundido de los trabajos de esta segunda etapa. Años más adelante, en 1978, el tema que le da título a este LP fue versionado por el grupo chileno Arena Movediza.
La disolución de los Flippers se dio hacia 1975, cuando la mayoría de sus integrantes deciden emigrar a otros países y el rock colombiano pasaba por un momento de bajo perfil en los medios de comunicación. Entre 1980 y 1982, por iniciativa de Astudillo se dio una breve reactivación del grupo.
En 2008 el sello discográfico español Guerssen Record reeditó Pronto viviremos un mundo mucho mejor, agregando el bonus track "Mi parque" grabado en 1969.
Por su popularidad, Los Flippers son uno de los primeros referentes de la cultura juvenil de los años 60 y 70 en Colombia, lo que les valió frecuentes apariciones en conciertos, radio y televisión. Adicionalmente, a la banda se vincularon importantes figuras de la primera generación del rock colombiano, como Orlando Betancourt, Ferdie Fernández, Charlie Cardona, Miguel Durier, Guillermo Acevedo, Fabio Gómez, Jaime Rivera, Alejandro Lesmes, Édgar Dueñas, Lisandro Zapata y Miguel Muñoz. y músicos de sesión o ensayos, o que participaron en audiciones.
Para 2023 se reactiva la banda con una nueva propuesta musical bajo la dirección de Carlos Martínez.

## Discografía

### Álbumes de estudio
- Discotheque. Codiscos, 1966
- Psicodelicias. Codiscos, 1967
- Pronto viviremos un mundo mucho mejor. Delfín, 1973
- Llegarás. FM, 1982

### Sencillos y EP
- Línea A Go-Go (EP). Disco 15, 1965
- Mi parque (EP). La Bruja, 1969
- Dedos/Hombre común (sencillo). La Bruja, 1974
- Atardecer/A las 3 en la estación (sencillo). La Bruja/Bambuco, 1975

### Recopilaciones y reediciones
- Los 20 mejores (recopilación de Discotheque y Psicodelicias). Codiscos, 2002
- Pronto viviremos un mundo mucho mejor (edición especial). Guerssen, 2008

### Participación en compilados
- Ídolos de Colombia. Disco 15, 1965
- Juventud moderna. Disco 15, 1969
- Los veteranos del rock. Fuentes, 1990
- Música de selección. Codiscos, 1990

## Integrantes
Por Los Flippers pasaron diferentes miembros de la primera y última generación del rock colombiano, participando en sus grabaciones los siguientes músicos:
- 1965: Arturo Astudillo (guitarra/voz), Carlos Martínez (bajo), Orlando Betancur (guitarra) y Edgar Dueñas (batería)
- 1966: Arturo Astudillo (guitarra/voz), Carlos Martínez (bajo), Miguel Durier (guitarra/voz) y Guillermo "Memo" Acevedo (batería)
- 1967: Arturo Astudillo (guitarra/voz), Carlos Martínez (bajo), Ferdie Fernández (guitarra/voz) y Guillermo "Memo" Acevedo (batería)
- 1969: Arturo Astudillo (guitarra), Carlos Martínez (bajo), Carlos Cardona (batería/voz), Miguel Muñoz (guitarra)
- 1973: Arturo Astudillo (guitarra), Fabio Gómez (bajo), Carlos Cardona (batería/voz) y Jaime Rivera. (doble bajo, voz)
- 1974-1975: Arturo Astudillo (guitarra), Fabio Gómez (bajo), Carlos Cardona (voz), Alexei Restrepo (guitarra), José Ramón Gallegos (teclados) y Eduardo "Sardino" Acevedo (batería) Jaime Rivera. (doble bajo, voz)
- 1982: Arturo Astudillo (guitarra/voz), Fabio Gómez (bajo), Fernando Reyes (guitarra), Iván Valencia (Voz) y Mario Restrepo (batería/voz)
- 2023: Carlos Martínez (bajo), Marco Sánchez (guitarra/voz), Alfonso Pérez (batería), Sebastián Duarte (guitarra líder)